# Prince of Persia : Les Sables du Temps
Vous lisez un « article de qualité » labellisé en 2009.
Pour le film adapté du jeu vidéo, voir Prince of Persia : Les Sables du Temps (film).
Prince of Persia : Les Sables du Temps (Prince of Persia: The Sands of Time en version originale) est un jeu vidéo développé et édité par Ubisoft. Mélange de jeu de plates-formes et d’action, il est sorti en 2003 sur PC, PlayStation 2, Xbox et GameCube, puis a été adapté sur Game Boy Advance et téléphone mobile. Il est le quatrième jeu de la franchise Prince of Persia.
Le jeu raconte l'histoire du Prince de Perse qui, trompé par le Vizir, libère les Sables du Temps dans le palais du Sultan, ami de son père. Ceux-ci corrompent les êtres vivants et les transforment en Monstres des sables sous le contrôle du Vizir. Avec l'aide de Farah, fille du Maharajah d'Inde réduite en esclavage par le roi de Perse Shahraman, le joueur doit faire traverser au Prince tous les pièges du palais aidé par ses talents d'acrobate et les pouvoirs de la Dague du temps, arme magique permettant de contrôler le temps.
Le jeu rencontre un immense succès critique et commercial (plus de 2 millions d'exemplaires vendus), et relance la franchise Prince of Persia. Il est le premier épisode de la trilogie dite des « Sables du Temps ». Ses deux suites, L'Âme du guerrier et Les Deux Royaumes, sont sorties en décembre 2004 et décembre 2006. Prince of Persia : Les Sables du Temps fut adapté au cinéma en 2010 dans un film au titre homonyme. Un remake du jeu est annoncé en septembre 2020 pour une sortie début 2021, sous le nom Prince of Persia : Les Sables du Temps Remake, mais il est finalement repoussé sans plus de précisions.
Le jeu a reçu de nombreuses nominations et a remporté plusieurs prix dont un E3 Game Critics Award, un Imagina Games Award, deux Game Developers Choice Awards et huit Interactive Achievement Awards. Il a également été nommé de nombreuses fois dans les classements annuels des meilleurs jeux vidéo de l'année 2003 de la presse spécialisée.

## Scénario

### Résumé
Au Moyen Âge, traversant l'Inde en direction d'Azad, le roi Shahraman et son fils, le Prince de Perse (dont le vrai nom est inconnu), sont en route pour défaire le puissant Maharajah d'Inde pour les honneurs et la gloire. Dans l'entourage du Maharajah se trouve un espion, le Vizir, qui a pour mission de prévenir l'armée persane du moment opportun pour attaquer la forteresse indienne, en échange d'une partie des trésors qui seront saisis. Après avoir pillé la cité, dérobé un gigantesque sablier rempli de sable, volé une dague mystérieuse et réduit en esclavage Farah, la fille du Maharajah, le Vizir demande au roi Sharaman en récompense la Dague du temps trouvée par le Prince. Mais le roi refuse de prendre la Dague des mains de son fils, car il s'agit de son premier butin de guerre.
L'armée se remet en route. Le roi de Perse se rend chez le Sultan au palais d'Azad et lui apporte le Sablier du temps en cadeau, en signe d'amitié entre leurs deux peuples. Mais le Vizir pousse le Prince à insérer la Dague du temps dans le Sablier. Le Sablier s'ouvre alors et libère en un cyclone les Sables du Temps, qui se mettent à ravager le palais et à corrompre les êtres humains, les transformant en Monstres des sables. Les seules personnes capables de résister à la contamination sont le Prince grâce à sa Dague, le Vizir grâce à son Sceptre et Farah grâce à son Médaillon. Il y a d'autres rares survivants qui ne résisteront pas longtemps.
Dans le but de réparer les terribles dommages qu'il vient de causer, le Prince doit retrouver le Sablier du temps et le refermer. Sa mission l'amène à rencontrer Farah, avec qui il s'empressera de s'allier et avec qui il nouera une relation amoureuse. Ils parviendront ensemble à percer les mystères des mécanismes titanesques qui régissent le fonctionnement du palais et de son système de défense automatisé. Le Prince découvre au fur et à mesure de son périple que la Dague lui permet d'influer sur le temps : le ralentir ou revenir dans le passé par exemple.
Une fois le Sablier atteint, il replace la Dague à l'intérieur pour faire un gigantesque saut dans le passé, arrivant juste avant l'assaut de la forteresse du Maharajah. Toute sa péripétie dans le Palais et sa relation avec Farah ne sont plus qu'un souvenir connu de lui seul. Toutefois, le Prince est toujours en possession de la Dague du temps. Il s'infiltre alors dans la forteresse et rejoint Farah. Il lui fait le récit de la ligne de temps qu'il a vécu. Le Vizir surgit alors et use de magie pour combattre le Prince.
Après avoir vaincu le Vizir et l'avoir empêché d'ouvrir le Sablier du temps, le Prince rend la Dague à Farah et ils se séparent tous deux conscients, finalement, que leur histoire d'amour a existé dans un autre temps.

### Narration
Tout au long du jeu, le Prince semble faire le récit de son histoire à quelqu'un. La cinématique d'introduction le montre en train de s'introduire dans une chambre, tout en expliquant le principe du temps. Les remarques qu'il fait lors de sa mort ou de celle de Farah (« Non, non, non, cela ne s'est jamais produit... », « Non, elle n'est pas morte, puis-je recommencer ? ») et lorsque le jeu est sauvegardé (« Je reprendrai mon récit à partir de ce point. ») renforcent cette impression. Après l'inversion du processus des Sables par le Prince et son retour dans la chambre de Farah, il est révélé qu'il avait raconté toute son histoire à Farah, dans le but de la prévenir de la trahison du Vizir.
Ce procédé narratif a pour but de renforcer l'immersion du joueur. Celle-ci est parfois contrebalancée par des références à d'autres jeux vidéo qui ramènent le joueur à la réalité. Par exemple, lorsque le Prince et Farah se retrouvent dans le Temple de la connaissance, une grande bibliothèque, un clin d'œil est fait au jeu Myst : le Prince dit « Il nous faudrait un livre pour sortir d'ici. », ce à quoi Farah répond « Vous vous trompez de jeu, vous savez. ».

### Personnages et voix
Le Prince (VO : Yuri Lowenthal ; VF : Louis-Philippe Dandenault ; VQ : Louis-Philippe Dandenault)
Enfant, le Prince était doté d'une grande vivacité et d'une grande curiosité. Il sait comment cacher sa sensibilité et provoque auprès de ses hommes un mélange d'admiration et de frayeur. Fougueux au début de l'aventure, le Prince gagne en maturité par la suite et comprend que l'exploit n'existe que si l'on protège ceux que l'on aime.
Le Prince a beaucoup changé depuis les précédents volets de Prince of Persia aussi bien physiquement que psychologiquement. C'est Jordan Mechner, le créateur du personnage, qui a souhaité et défini son évolution. Son aspect physique peut le rapprocher d'un personnage classique de Disney.
Farah (VO : Joanna Wasick ; VF : Anik Vermette ; VQ : Anik Vermette)
La relation entre Farah et le Prince va évoluer tout au long de l'aventure. Au début, elle hait le Prince, non seulement pour avoir envahi son pays, mais aussi pour avoir libéré les Sables. Néanmoins leur objectif commun les fait entretenir une relation d'amour/haine tout au long de l'aventure. Ils finissent par s'aimer, bien qu'aucun des deux n'ose l'avouer à l'autre. Il y a pourtant de forts soupçons quant à la relation sexuelle qu'auraient eu les deux protagonistes, puisqu'une cinématique les montre tous deux nus dans un bassin, avec un fondu noir lorsqu'ils s'embrassent. Le Prince va ensuite se réveiller, en se demandant si ce qu'il a vécu était un rêve ou la réalité. Il s'aperçoit finalement que Farah a disparu, en emportant son épée et sa Dague, ne lui laissant que son Médaillon, pour l'empêcher de se transformer en Créature des Sables.
Après avoir remis la Dague dans le sablier, le Prince remonte le temps jusqu'à la veille de la guerre. Farah a tout oublié de sa relation avec le Prince, seul à se souvenir des événements. Elle lui demande, après le combat contre le Vizir, pourquoi il a inventé une « histoire aussi folle ». Il l'embrasse alors, mais elle est visiblement offensée par cet acte et le repousse. Le Prince, réalisant son erreur, remonte le temps et lui remet la Dague. Avant de s'en aller, Farah lui demande son nom, et celui-ci lui répond : « Appelez-moi... Kakolookiyam ». Il la quitte en la laissant stupéfaite, car elle seule connaissait ce mot, le nom que sa mère avait donné au héros imaginaire des histoires qu'elle lui contait pour la rassurer, lorsqu'elle ne se sentait pas en sécurité. En réalité, elle lui en a parlé dans la première ligne temporelle mais ne l'a pas vécu.
Bien que Farah semble douce et délicate, elle est aussi fière est volontaire. Elle sait manier l'arc et combat aux côtés du Prince. Malheureusement, il lui arrive de rater sa cible et de toucher le Prince à la place. Il y a quelques dialogues humoristiques à propos de cela. À chaque flèche manquée, elle répond « Désolée ! », et plus tard dans le jeu, alors qu'elle propose au Prince de couvrir ses arrières, celui-ci répondra sur un ton exaspéré : « Non merci. Vous pourriez me toucher. ».
Le Vizir (VO : Barry Dennen ; VF : Robert Lavoie ; VQ : Robert Lavoie)
Le Vizir trahit le Maharajah d'Inde pour le compte du roi de Perse Shahraman. Il cherche par ce biais à mettre la main sur la Dague du temps, une relique capable de lui conférer l'immortalité. Parmi les trésors du Maharajah se trouve le Sablier du Temps, que le Prince ouvre sous l'impulsion du Vizir. Tout au long de l'aventure, le Vizir envoie ses Monstres des sables pour vaincre le Prince, mais sans succès. Lors du combat final, le Prince apprend que le Vizir convoitait les Sables du Temps pour être puissant mais aussi pour soigner la tuberculose par laquelle il est atteint. Cette révélation est un anachronisme, car la tuberculose n'a été découverte qu'au XIXe siècle.
Le roi Shahraman (VO : Warren Burton ; VF : Gilbert Lachance ; VQ : Gilbert Lachance)
Le roi est transformé en Monstre des sables et donc soumis à la volonté du Vizir. Son fils sera contraint de le tuer pour poursuivre sa mission. Cette action sera toutefois annulée lorsque le Prince effectuera le gigantesque saut en arrière.
Le Sultan (VO : William Frederick Knight ; VF : Michel Mongeau ; VQ : Michel Mongeau)

## Système de jeu

### Généralités
Prince of Persia : Les Sables du Temps allie phases de plates-formes et phases de combat à la troisième personne et chacune fait intervenir l'incroyable agilité du Prince et ses talents d'acrobate rappelant le parkour. La Dague du temps, une arme magique lui confère des pouvoirs qui l'aident dans ces deux phases. Elle contient des mesures de Sable du temps pouvant être emmagasinées au cours des combats en absorbant le Sable contenu dans les ennemis vaincus et pouvant, par exemple, être utilisées pour revenir en arrière dans le temps jusqu'à dix secondes. Le Prince peut aussi absorber des vortex de Sable disséminés dans le palais. La capacité de contenance de la Dague augmente d'une mesure à chaque fois que le Prince absorbe huit vortex. Le Prince possède une barre de vie qui peut être augmentée en buvant de l'eau de la fontaine secrète accessible par des passages cachés dans le jeu.

### Phases de plates-formes
Tout au long du jeu, le Prince doit traverser le palais en courant sur les murs, sautant au-dessus de crevasses et escaladant des parois en sautant de murs en murs, tout en évitant les pièges, tels les fosses à piques, les scies circulaires et autres lames rétractables. Si la précision des sauts directs (d'un sol à un autre par-dessus le vide) a de l'importance comme dans tout jeu de plates-formes, le jeu utilise beaucoup l'accrochage à des corniches ou des poteaux et les passages et les sauts entre ceux-ci, ce qui est créé par un level design particulier.
Ces phases sont également émaillées d'énigmes qui doivent être résolues pour permettre au Prince d'avancer dans le palais croulant. Celles-ci se résolvent en actionnant divers mécanismes auxquels le Prince parvient grâce à ses dons d'acrobatie. Farah aide le Prince à progresser dans le palais en se faufilant sous des portes bloquées ou dans des fissures pour aller déclencher des mécanismes inaccessibles par le Prince.

### Phases de combat
Les ennemis sont tous d'anciens humains ou animaux transformés par les Sables du Temps. Cet empoisonnement les a asservi aux pouvoirs du Vizir, qui leur a donné l'ordre de tuer le Prince et Farah. Le Sable contenu en chacun d'eux leur confère de nouveaux pouvoirs, dont le pouvoir de résurrection citée précédemment et la capacité de contrôler le temps : ils sont capables de le stopper lors de leurs déplacements pour toujours se trouver à proximité du Prince et de Farah (ce qui équivaut à des téléportations, du point de vue du joueur). Le Prince doit protéger la vie de Farah qui l'aide dans ses combats avec son arc.
Durant les combats, le Prince est capable de faire preuve d'une agilité surhumaine pour se défendre et frapper. Il est ainsi capable de bloquer toutes les attaques hautes venant de toutes les directions avec son épée ou de prendre des impulsions sur les murs pour renverser ses ennemis. Dans ces phases, la Dague permet au Prince de ralentir le temps et de « geler » les ennemis (utilisée comme main-gauche). Le fait de laisser un ennemi à terre plus de cinq secondes conduit à sa résurrection ; c'est pourquoi le Prince doit toujours absorber le Sable contenu en ses ennemis ou les détruire.
Chaque ennemi rencontré lors du jeu (10 différents au total hors boss) correspond a une technique de combat particulière à employer.

### Système de progression
Les sauvegardes s'effectuent sur des points de sauvegardes répartis à intervalle régulier sur la parcours du Prince. Ils se matérialisent généralement après un combat. Ces points de sauvegardes ont pour effet de plonger le Prince dans un état de stase durant lequel il a des prémonitions sur les épreuves à venir. Ces prémonitions permettent au joueur de résoudre des énigmes à venir et lui donnent un avant-goût de ce qui l'attend en termes de combats notamment.
Quand le joueur enregistre sa partie, le jeu lui communique son pourcentage de progression dans le jeu. La progression est également marquée par l'arrachage par le Prince d'éléments de son costume : coiffe, manches, haut. Ce procédé a pour but de faire entrer le personnage dans l'action.
Le Prince acquiert au fil du jeu ses pouvoirs et trouve des épées de plus en plus puissantes, pouvant notamment détruire des murs abimés. La difficulté est progressive (nombre et force des ennemis, difficulté des enchainements lors des phases plates-formes). La mort du héros fait revenir en arrière le joueur, le faisant ainsi recommencer des séquences de jeu. Ces retours sont rares quand le Prince possède le pouvoir de remonter le temps et plus fréquents quand il ne l'a pas (début du jeu, après que Farah lui a pris la Dague, et combat final). Le renouvellement de la série en 2008 avec Prince of Persia a finalement aboli ce système de progression, repris dans les deux autres opus de la trilogie des Sables du Temps, en rendant impossible la mort du Prince.
Le jeu ne possède pas à proprement parler de niveaux même si l'on peut considérer tout ce qui se situe entre deux points de sauvegardes comme un niveau. Un titre est donné à chacune de ses zones au moment de la sauvegarde. Ces titres font penser à des titres de chapitres qui agrémenterait l'histoire à la première personne que raconte le Prince. Ils décrivent également les rencontres faites, les événements, les environnements traversés ou encore le moment de la journée (dans le palais du Sultan, le jeu dure de la nuit au soleil couchant de la journée suivante).

## Développement
En mars 2001, Ubi Soft achète la section divertissement de The Learning Company et acquiert ainsi les droits de la licence Prince of Persia. Un projet est rapidement mis en route puisque dès mai 2001, les premières réunions à propos d'un nouveau jeu se déroulent dans les studios d'Ubi Montréal. Il est rapidement retenu que ce qui avait fait le succès du Prince of Persia original et de sa suite était l'animation du personnage, les combats dynamiques et la qualité du level design. Le jeu se devait donc de s'axer autour de ces points forts. Ce retour aux sources permet également de s'éloigner de Prince of Persia 3D qui avait, selon les développeurs, dévié de l'esprit original de la série,,.
Le développement débute avec une équipe de sept personnes : le producteur Yannis Mallat, deux game designers, un animateur, deux ingénieurs et un concepteur artistique. Les choses s'accélèrent lorsque le créateur de la série, Jordan Mechner, prend connaissance de la maquette en juillet 2001 et se montre très enthousiaste. À partir de septembre, le projet prend plus d'importance au sein du groupe Ubisoft,.
Le matériel utilisé pour le développement inclut les kits de développement GameCube, PlayStation 2 et Xbox, des ordinateurs tournant sous Windows 2000 et le PlayStation 2 Performer Analyzer, un outil de débogage et d’analyse de performance avancés. Le jeu est programmé sous les environnements de développement Visual Studio .Net 2003 de Microsoft et CodeWarrior de Metrowerks, et est optimisé avec le moteur de grille informatique Incredibuild de Xoreax Software. Le moteur de jeu utilisé est le Jade Engine, développé par Ubisoft pour le jeu Beyond Good and Evil.
Le producteur du jeu, Yannis Mallat, résume : « Une fois la phase de conception terminée et plusieurs vidéos montrant comment le Prince pouvait bouger et interagir avec son environnement réalisées, nous avons commencé la phase d’étude technique du moteur. Après avoir sélectionné le bon moteur, nous avons formé l’équipe sur la technologie adoptée pour qu’elle se lance dans la pré-production. ». Le Prince a été conçu comme un « ninja Perse ». Pour définir des mouvements et un style de combat au Prince, l'équipe a visionné Tigre et Dragon, des films d'action avec Jet Li et des documentaires sur la capoeira. Il possède 750 animations composant l'une des palettes de mouvements et de transitions les plus importantes existante pour un jeu d'action en 3D à l'époque. L'animation a été travaillée selon un mode classique : esquisse sur papier, passage à la 3D, création des textures puis tests. Elle se décompose en deux types principaux d'images : des poses fortes qui montrent clairement ce que le personnage fait et des poses de fins de mouvements figées.
Le premier Prince of Persia avait défini des codes du genre action/plates-formes mais son gameplay devait, selon les développeurs, tenir compte des nouvelles normes du genre. Ainsi, l'équipe a étudié de près d'autres jeux vidéo parmi lesquels Shinobi, Onimusha: Warlords, Devil May Cry, Tomb Raider, Rygar et Ninja Gaiden. Le premier Prince of Persia a influencé le jeu Ico dont Mechner s'est inspiré pour créer l'univers des Sables du Temps au niveau visuel (effets de flou, techniques de texture...) et scénaristique (collaboration entre deux personnages). Le jeu est d'ailleurs parfois considéré comme le successeur d'Ico,.
Pour créer l'univers du jeu, l'équipe de développement a commencé par lire Les Mille et Une Nuits et a visionné les films hollywoodiens qui s'en sont inspirés afin de cerner les « clichés » se rapportant à ce thème. Lors de la conception des niveaux, les proportions des tours et des salles ont été volontairement exagérées pour renforcer l'immersion du joueur et donner un côté sinistre au palais. Comme le Prince peut interagir avec le décor, les niveaux ont été aménagés dans un souci de plausibilité. Le jeu charge les niveaux au fur et à mesure pour obtenir des transitions entre les salles fluides. Des techniques du cinéma ont été utilisées pour diriger la caméra du jeu. Quatre types de suivi de la caméra ont été implémentés : caméra libre, caméra de combat, vue à la première personne et caméra fixe alternative. L'interface, quant à elle, a évolué au fil du temps pour devenir plus stylisée et créer une bordure dans le coin supérieur gauche de l'écran.
Les bruitages ont été créés en majorité par Dane Tracks, ceux restant ayant été faits en interne à Ubisoft Montréal. Le son des Monstres des sables est composé de voix murmurantes pour s'éloigner volontairement des clichés de bruits de morts-vivants.
Durant trois mois, l'équipe de développement est passée progressivement de 20 à 35 personnes puis durant six mois, elle est passée à 55 personnes. Le résultat final est un ensemble de 4 188 fichiers pour un total de 1 263 580 lignes de code.
Lors de la Game Developers Conference, Yannis Mallat a fait un court post mortem du développement du jeu dans lequel il déplore une direction artistique arrivée trop tard dans le développement, une validation des processus trop confuse et un système de gestion de versions désastreux. Il regrette aussi un gameplay entaché par des ennemis trop envahissants. Néanmoins, il se félicite de la gestion du risque, du fonctionnement du duo directeur de l'animation et directeur de l'Intelligence Artificielle et de la motivation de l'équipe à aller au bout des choses. Il juge que le jeu doit beaucoup à l'éditeur de niveau très performant et à l'organisation des tests,. Le jeu sort en novembre 2003 en Amérique du Nord et en Europe en exclusivité temporaire sur PlayStation 2 puis sur les deux autres consoles de salon leaders de la sixième génération.
Principaux membres de l'équipe de développement
- Producteur : Yannis Mallat
- Directeur créatif : Patrice Désilets
- Scénariste, game designer et consultant créatif : Jordan Mechner
- Responsable programmation : Claude Langlais
- Responsable conception niveaux : David Châteauneuf
- Directeur artistique : Raphaël Lacoste
- Directeur artistique des animations : 	Alex Drouin
- Responsable conception sonore : 	Jonathan Pilon
- Musique : Stuart Chatwood

## Musique
La musique du jeu a été composée par Stuart Chatwood du groupe de rock canadien The Tea Party. Il assure également les parties des morceaux jouées au sarod, à la darbouka et à l'harmonium. La voix féminine dans les musiques des phases de jeu est celle de la chanteuse Maryem Tollar. La musique du générique final, Time Only Knows, est quant à elle interprétée par la chanteuse Cindy Gomez. Paul Atkins était à la batterie et Ritesh Das au tablâ.
Lors de la conception de la musique, la volonté d'Ubisoft Montréal était d'avoir une musique moderne faisant penser à de la musique persane sans en être. Pour cela, des accents rock ont été mélangés avec des rythmes et des mélodies du Moyen-Orient et des sonorités indiennes. La musique se veut à la fois lascive et inquiétante pour mettre en valeur l'aspect tragique de l'aventure.

## Accueil

### Critique
|                        | PS2    | XB     | GC     | PC     |
| GameRankings           | 91,8 % | 92,8 % | 91,9 % | 88,3 % |
| AN 1UP.com             | A      | A      | A      | -      |
| AN AllGame             | 4,5/5  | 4,5/5  | 4,5/5  | 4,5/5  |
| JAP Famitsu            | 35/40  | -      | -      | -      |
| EUR Gamekult           | 9/10   | 9/10   | 9/10   | 9/10   |
| AN GameSpot            | 9/10   | 9/10   | 9/10   | 8.9/10 |
| FR Gen4                | -      | -      | -      | 96 %   |
| AN IGN                 | 9,6/10 | 9,6/10 | 9,6/10 | 8,8/10 |
| EUR Jeuxvideo.com      | 19/20  | 19/20  | 19/20  | 19/20  |
| FR Jeux vidéo Magazine | 17/20  | 17/20  | 17/20  | 17/20  |
| AN Nintendo Power      | -      | -      | 4,5/5  | -      |
| AN PC Gamer            | -      | -      | -      | 79 %   |
| FR PC Jeux             | -      | -      | -      | 96 %   |

Parmi les qualités du titre, le graphisme est loué quasi unanimement, notamment l'aspect féerique, et l'animation fluide et désymétrisée. Le gameplay est aussi encensé notamment pour ses mécaniques de jeu originales et le level design. PC Jeux le qualifie de « bijou ».  Le scénario est globalement bien considéré notamment le développement de la relation entre le Prince et Farah.
Quelques défauts sont pointés : la durée de vie jugée un peu courte,,, la gestion des caméras et des ralentissements en certaines occasions, la linéarité de certains niveaux et les combats parfois brouillons et longs. L'ambiance sonore divise même si elle est jugée globalement bonne,.
Finalement, la critique a dans l'ensemble extrêmement bien reçu Prince of Persia : Les Sables du Temps, faisant du jeu l'un des mieux noté de l'histoire du jeu vidéo.

### Récompenses
Prince of Persia : Les Sables du Temps a reçu plusieurs récompenses notables et de nombreux labels de qualité (type « choix de la rédaction ») par les médias spécialisés dans le jeu vidéo.
Festivals de jeu vidéo
- E3 Game Critics Awards 2003
  - Prix du meilleur jeu d'action-aventure[41]
  - Nommé au Prix du meilleur jeu du salon[42]
  - Nommé au Prix du meilleur jeu sur consoles[42]
- IGN Best of E3 2003
  - PlayStation 2[43]
    - Prix du meilleur jeu
    - Prix du meilleur design
    - Prix du meilleur jeu de plates-formes
    - Dauphin du Prix de la meilleure présentation
    - Dauphin du Prix des meilleurs graphismes

  - GameCube[44]
    - Prix du meilleur jeu

  - Xbox[45]
    - Prix du meilleur jeu d'action-aventure
- Imagina Games Awards 2004[46]
  - Prix du meilleur chef de projet pour Patrice Désilets
  - Nommé au Prix du meilleur jeu de l'année
  - Nommé au Prix du meilleur designer graphique

Prix de professionnels
- 4e Game Developers Choice Awards[47]
  - Prix d'excellence en game design
  - Prix d'excellence en programmation
  - Nommé au Prix du meilleur jeu de l'année
  - Nommé au Prix d'excellence en arts visuels pour la direction artistique de Mickaël Labat, Raphaël Lacoste, Céline Tellier et leur équipe
- 7e Interactive Achievement Awards[48]
  - Prix du meilleur jeu sur consoles de l'année
  - Prix de l'innovation pour un jeu sur ordinateur
  - Prix du meilleur jeu de plates-formes d'action-aventure sur consoles de l'année
  - Prix du meilleur jeu d'action-aventure sur ordinateur de l'année
  - Prix du meilleur game design
  - Prix de la meilleure animation
  - Prix de la meilleure technologie gameplay
  - Prix de la meilleure technologie visuelle
  - Nommé au Prix du meilleur jeu de l'année
  - Nommé au Prix du meilleur jeu PC de l'année
  - Nommé au Prix de l'innovation sur consoles
  - Nommé au Prix du meilleur personnage ou développement scénaristique
  - Nommé au Prix de la meilleure direction artistique

Prix de la critique
- Electronic Gaming Monthly 2003
  - Prix du jeu de l'année[49]
- Computer Gaming World 2003
  - Prix du jeu d'action de l'année[50]
- IGN 2003
  - Dauphin au Prix du jeu de l'année[51]
- GameSpot 2003
  - Prix du meilleur jeu multiplate-forme[52]
  - Nommé au Prix du meilleur scénario[53]
  - Nommé au Prix de l'excellence technologique[54]
  - Nommé au Prix du meilleur doublage en anglais[55]
  - Nommé au Prix du meilleur nouveau personnage pour le Prince[56]
  - Nommé au Prix du meilleur jeu d'action-aventure[57]
  - Nommé au Prix du meilleur jeu Xbox[58], Meilleur jeu GameCube[59], Meilleur jeu PlayStation 2[60]

### Sortie et ventes
Le jeu sort sur PlayStation 2 (PS2), PC et Game Boy Advance (GBA) pour les fêtes de fin d'année de 2003 en Europe et Amérique du Nord ; les versions Xbox et GameCube nord-américaines sortent aussi à cette période. Le jeu est très mis en avant, des publicités sont diffusés dans les magazines de jeu vidéo et à la télévision. Ubisoft propose plusieurs offres promotionnelles : un pack contenant le jeu et une PS2 est disponible pour Noël, et début 2004 le jeu Splinter Cell (une de ses nouvelles licences qui a été bien reçu en 2002-2003) est offert pour tout achat du jeu Prince of Persia, pour les versions PC et console. Le jeu connait un important succès : début février 2004, Ubisoft annonce avoir vendu 2 millions d'exemplaires dans le monde, dont 1,1 million en Europe (donc pour les versions PS2, PC et GBA). Le 20 février 2004, les versions Xbox et GameCube sortent en Europe. L'unique version japonaise sort sur PS2 le 2 septembre 2004, elle intègre le top 10 des ventes au Japon avec 14 000 unités vendues sur PlayStation 2, ce qui est très rare pour un jeu n'étant pas japonais, même si ce chiffre est très éloigné des ventes en occident. Approximativement 1 880 000 exemplaires seront vendus sur PlayStation 2. Cette version s’écoule à 700 000 exemplaires aux États-Unis, pour des recettes estimées à 24 millions de dollars américains.

## Versions

### Portages
Les différentes versions du jeu ont des contenus additionnels qui varient selon chacune.
Le Prince of Persia original est inclus dans les versions GameCube, PlayStation 2 et Xbox. Sa suite, Prince of Persia 2: The Shadow and the Flame, est incluse dans la version version NTSC Xbox. Le remake du premier niveau du Prince of Persia original (modélisé en 3D et contenant une photographie de l'équipe de développement) est inclus dans les versions GameCube, PlayStation 2 et PC.
Des featurettes de making of sont incluses dans les versions GameCube et Xbox.
Sur GameCube, si le joueur connecte une cartouche du jeu sur Game Boy Advance avec le câble Nintendo GameCube Game Boy Advance, la santé du Prince se régénère automatiquement durant le jeu.
Le jeu a fait l'objet d'un portage en 2004 sur téléphone mobile. Celui-ci a été développé et édité par Gameloft.

### Game Boy Advance
| GameRankings           | 72,8 % |
| AN 1UP.com             | C+     |
| AN AllGame             | 3/5    |
| EUR Gamekult           | 7/10   |
| AN GameSpot            | 7,1/10 |
| AN IGN                 | 7/10   |
| EUR Jeuxvideo.com      | 18/20  |
| FR Jeux vidéo Magazine | 14/20  |
| AN Nintendo Power      | 4,3/5  |

Prince of Persia : Les Sables du Temps sur Game Boy Advance est l'adaptation du jeu sur la portable de Nintendo. Celle-ci délaisse la 3D pour une vue de côté en 2D, classique, à la manière du premier Prince of Persia. Cette version reprend la trame de la version originale. Le joueur doit donc toujours y parcourir un palais rempli de pièges. Cette version reprend certains mouvements de la version originale (appui sur les murs par exemple), des pouvoirs des sables de temps, les combats et les interactions avec Farah, qui est jouable dans cette version.
Le jeu est découpé en 16 grandes zones complétées par des boss. L'exploration du palais fait penser aux mécanismes de Castlevania. Des parchemins magiques dispersés dans le jeu permettent d'acquérir de nouveaux pouvoirs ou d'accéder à de nouvelles zones. Des potions parsèment les niveaux : potions de vie, potions de Sables du Temps, antidotes, élixirs augmentant la vie et le niveau de sables de temps, accessibles en reliant les versions Game Boy Advance et GameCube via le câble Nintendo GameCube Game Boy Advance. Des puits de lumière colorés peuvent également être trouvées, ils ont des effets analogues aux potions mais peuvent aussi rendre le Prince invisible, permettre au joueur de sauvegarder ou encore permettre au Prince de faire changer le comportement de certaines plates-formes. Les sauvegardes se font généralement dans des salles spéciales. D'autres salles permettent au joueur de restaurer sa jauge de vie ou d'accéder à de nouvelles zones du palais.
Cette version de Prince of Persia : Les Sables du Temps a été globalement bien accueillie par la presse avec très peu de notes faibles mais tout de même peu de notes exceptionnelles. Généralement les critiques louent l'aspect graphique du jeu surtout en termes d'animation,,, mais déplorent parfois le peu de variété des décors,,. Le gameplay est honoré notamment pour sa maniabilité intuitive,, son bon équilibre des différentes phases de jeu et son level design. Les musiques ont droit à des critiques en demi-teinte mais les bruitages sont considérés comme de bonnes factures. Jeux vidéo Magazine le trouve trop classique, 1UP.com un peu faible face à la concurrence des autres jeux de plates-formes sur Game Boy Advance et Gamekult déplore des problèmes nuisant à la portabilité du titre comme des points de sauvegardes éloignés. Jeuxvideo.com s'emballe pour le jeu notamment pour son « nombre de possibilités effarant » malgré un scénario moyen.

### Téléphone mobile
La version pour téléphone mobile de Prince of Persia : Les Sables du Temps reprend globalement l'aspect graphique et le gameplay de la version Game Boy Advance au niveau des phases de combats et de plates-formes. Le jeu est découpé en trois univers graphiques distincts et est découpé en huit niveaux.
Développé par Gameloft et sorti le 8 janvier 2004, le jeu a été noté 9,2/10 par GameSpot et a obtenu le prix du meilleur jeu mobile aux Mobies Awards 2004, décerné par un jury de journalistes spécialisés et des professionnels et organisé par le site WGamer.

## Postérité
Le succès critique et commercial de Prince of Persia : Les Sables du Temps a permis à Ubisoft de développer une trilogie complète avec les deux épisodes suivants : Prince of Persia : L'Âme du guerrier en 2004 et Prince of Persia : Les Deux Royaumes en 2006. La série des Sables du Temps connu également un spin-off sur Nintendo DS, Battles of Prince of Persia, jeu de stratégie au tour par tour sorti en 2005. Ubisoft relança par la suite la licence  avec Prince of Persia en 2008 sur consoles de septième génération. Un remake du premier épisode sera également réalisé en reprenant l'univers des Sables du Temps, Prince of Persia Classic, sur le modèle du niveau bonus présent dans certaines versions de Prince of Persia : Les Sables du Temps. Un épisode intitulé Prince of Persia : Les Sables oubliés est sorti en 2010 et s'intercale chronologiquement entre Les Sables du Temps et L'Âme du guerrier.
Le voyage dans le temps dans un jeu de plates-formes déjà vu dans Blinx: The Time Sweeper sur Xbox en 2002 et sa suite, Blinx 2: Masters of Time and Space, sera par la suite repris dans le jeu Braid sur Xbox 360 en 2008. Il sera également utilisé dans le jeu de course Race Driver: GRID (rembobinage). Le level design et la panoplie de mouvements (possibilités d'accrochage) ont inspiré de nombreux jeux parmi lesquels Assassin's Creed (réalisé par la même équipe) ou Mirror's Edge. La série Prince of Persia est également très liée à la série Tomb Raider. Le premier Tomb Raider était un descendant du premier Prince of Persia. Prince of Persia : Les Sables du Temps s'en est inspiré et Tomb Raider: Legend s'inspire des Sables du Temps,.
En 2008, Jordan Mechner scénarise avec l'écrivain iranien A.B. Sina le roman graphique Prince of Persia, dessiné par LeUyen Pham et Alex Puvilland. S'inspirant des différents jeux vidéo de la série, il devait à l'origine reprendre le personnage de Farah qui ne fut finalement pas conservé. Celui-ci se situe chronologiquement avant les autres épisodes de la série, dans un autre univers, la série de jeux vidéo se déroulant déjà dans trois univers différents dont celui des Sables du Temps.
En 2004, Jerry Bruckheimer a négocié les droits d'adaptation cinématographique du jeu. Cette superproduction à 150 000 000 de dollars américains adaptée du jeu vidéo est sortie le 27 mai 2010 en France. Il est réalisé par Mike Newell et le Prince y est interprété par Jake Gyllenhaal.
Une compilation de la trilogie des Sables du Temps, c'est-à-dire Les Sables du Temps, L'Âme du guerrier et Les Deux Royaumes, est sortie le 18 novembre 2010 sur PlayStation 3 et s’intitule Prince of Persia Trilogy. Pour l’occasion, les graphismes sont en haute définition (720p), la 3D stéréoscopique est supportée et l’ensemble est mis sur un seul disque Blu-ray. Il est également possible de télécharger individuellement chacun de ces épisodes sur le PlayStation Network.